# Jean-François Garreaud
Jean-François Garreaud (* 1. April 1946 in Montmorency; † 9. Juli 2020 in Saint-Jory-de-Chalais) war ein französischer Schauspieler.

## Leben und Karriere
Bekannt wurde er 1978 als Isabelle Hupperts verhängnisvoller Liebhaber Jean Dabin in Claude Chabrols Kriminalfilm Violette Nozière und neben Romy Schneider in Claude Sautets Filmdrama Eine einfache Geschichte. Zahlreiche weitere Rollen, u. a. in Alain Delons Literaturverfilmung Le Battant, oder als Mario in Chabrols Filmdrama Betty folgten.
Zwischen 1999 und 2006 spielte er die Hauptrolle des Michel Lemarchand in der Krimiserie La Crim’.
Er starb im Juli 2020 im Alter von 74 Jahren in Saint-Jory-de-Chalais.

## Filmografie (Auswahl)
- 1977: Violette Nozière
- 1978: Eine einfache Geschichte (Une histoire simple)
- 1979: I wie Ikarus (I… comme Icare)
- 1983: Der Kämpfer (Le battant)
- 1983: Wenn sie ja sagt, sag ich nicht nein (Si elle dit oui … je ne dis pas non!)
- 1984: Der einzige Zeuge (Un seul témoin)
- 1991: Betty
- 1992: Der Fall Troppmann (Le cri coupé)
- 1996: Eine Kindheit auf dem Montmartre (Les Allumettes suédoises)
- 2000: Kommissar Navarro (Navarro; Fernsehserie, 1 Folge)
- 2007: Counter Investigation – Kein Mord bleibt ungesühnt (Contre-enquête)
- 2007: Das Vermächtnis der heiligen Lanze (La lance de la destinée, Miniserie)
- 2009: Agatha Christie: Mörderische Spiele (Les Petits Meurtres d’Agatha Christie; Fernsehserie, 1 Folge)
- 2009: Nicolas Le Floch (Fernsehserie, 1 Folge)
- 2010: Profiling Paris (Profilage, Fernsehserie, 1 Folge)
- 2013: Candice Renoir (Fernsehserie, 1 Folge)
- 2015: Mary Higgins Clark: Mysteriöse Verbrechen (Collection Mary Higgins Clark, la reine du suspense; Fernsehserie, 1 Folge)
- 2015–2018: Nina (Fernsehserie, 14 Folgen)